# بشو یاسوهارو
بشّو یاسوهارو (به ژاپنی: 別所 安治 べっしょ やすはる); تولد ۱۵۳۲ – ۱ ژانویهٔ ۱۵۷۰) یک سامورایی در دوره سنگوکو و صاحب قلعه میکی بود. او پدر بشو ناگاهارو، ارباب بعدی قلعه میکی در ولایت هاریما بود.
در سال ۱۵۵۶، او جانشین پدرش، بشو شوجی، به عنوان رئیس خاندان بشو شد. او مانند پدرش توان نظامی داشت و قدرت خود را در شرق ولایت هاریما تثبیت کرد و تهاجم خاندان میوشی را دفع کرد. زمانی که آکاماتسو یوشی‌سوکه با پسرش دعوا کرد، به‌طور موقت از یوشیسوکه در قلعه خود، قلعه میکی محافظت کرد. وقتی اودا نوبوناگا به کیوتو آمد، برادر کوچکترش بشو شیگه‌مونه را برای مبارزه با خاندان میوشی فرستاد.
هنگامی که شوگون پانزدهم آشیکاگا یوشی‌آکی توسط سه ژنرال میوشی مورد حمله قرار گرفت، از او حمایت کرد و توسط نوبوناگا پاداش گرفت.
او در سال ۱۵۷۰، در سن ۴۸ سالگی درگذشت. سرپرستی خانواده به پسر بزرگ بشو ناگاهارو به ارث رسید.